# Championnats du monde de VTT marathon 2014
Navigation
2013 2015
Les championnats du monde de VTT marathon 2014 ont lieu à Pietermaritzburg en Afrique du Sud le 29 juin 2014.

## Classements

### Hommes
| Pos | Nom              | Pays      | Temps           |
| --- | ---------------- | --------- | --------------- |
| 1   | Jaroslav Kulhavý | Tchéquie  | 4 h 15 min 57 s |
| 2   | Alban Lakata     | Autriche  | + 3 min 18 s    |
| 3   | Christoph Sauser | Suisse    | + 4 min 14 s    |
| 4   | Urs Huber        | Suisse    | + 6 min 59 s    |
| 5   | Jukka Vastaranta | Finlande  | + 7 min 28 s    |
| 6   | Bartłomiej Wawak | Pologne   | + 7 min 41 s    |
| 7   | Roel Paulissen   | Belgique  | + 8 min 8 s     |
| 8   | Robert Mennen    | Allemagne | + 9 min 47 s    |
| 9   | Periklis Ilias   | Grèce     | + 10 min 57 s   |
| 10  | Moritz Milatz    | Allemagne | + 11 min 12 s   |

### Femmes
| Pos | Nom              | Pays           | Temps           |
| --- | ---------------- | -------------- | --------------- |
| 1   | Annika Langvad   | Danemark       | 3 h 50 min 44 s |
| 2   | Sabine Spitz     | Allemagne      | + 5 min 27 s    |
| 3   | Tereza Huříková  | Tchéquie       | + 8 min 57 s    |
| 4   | Esther Süss      | Suisse         | + 16 min 13 s   |
| 5   | Ariane Kleinhans | Suisse         | + 20 min 38 s   |
| 6   | Robyn de Groot   | Afrique du Sud | + 21 min 37 s   |
| 7   | Jennie Stenerhag | Suède          | + 23 min 1 s    |
| 8   | Jeannie Bomford  | Afrique du Sud | + 31 min 17 s   |
| 9   | Alice Pirard     | Belgique       | + 37 min 16 s   |
| 10  | Regina Genser    | Allemagne      | + 37 min 57 s   |